# テクニーク
『テクニーク』（Technique）とはイギリスのバンド、ニュー・オーダーが1989年に発表したアルバムである。

## 解説
当時ディスコ・アイランドであったスペインのイビサ島で収録された彼らの通算5枚目のスタジオアルバムである。ファクトリー・レコードのカタログ番号はFACT 275。
本作で初めて全英アルバムチャートの首位を獲得。
イビザ島で録音されたアルバムらしく、当時流行の先端であったハウスから派生したアシッド・ハウスを全面的に取り入れたテクノ、ダンス色の強いアルバムだが、一方でアコースティック的な要素も多分に含まれている。 
アルバムからは「ファイン・タイム」「ラウンド・アンド・ラウンド」がシングルカットされ、「ファイン・タイム」が全英シングルチャート最高位11位、「ラウンド・アンド・ラウンド」が同21位を記録、その後「ラン」の新録音ヴァージョン「ラン(2)」もリリースされ同チャートで最高位49位を記録した。また「ラウンド・アンド・ラウンド」は全米ビルボード誌のクラブ・プレイ・チャートでも1位を獲得した。
翌1990年に彼らはシングル「ワールド・イン・モーション」をリリースした後メンバーそれぞれソロ活動に入ったが、1992年に古巣であったファクトリー・レコードが破産、ファクトリー・レコードからリリースされたアルバムはこれが最後となった。

## 収録曲
1. ファイン・タイム Fine Time - 4:42
2. オール・ザ・ウェイ All the Way - 3:22
3. ラヴ・レス Love Less - 2:58
4. ラウンド・アンド・ラウンド Round And Round - 4:29
5. ギルティ・パートナー Guilty Partner - 4:44
6. ラン Run - 4:29
7. ミスター・ディスコ Mr.Disco - 4:20
8. ヴァニシング・ポイント Vanishing Point - 5:15
9. ドリーム・アタック Dream Attack - 5:13

## 制作
- 作詞・作曲・編曲 - ニュー・オーダー
- プロデューサー - ニュー・オーダー
- エンジニア - マイケル・ジョンソン
- ミックス - アラン・メイヤーソン
- フォトグラフ - トレヴァー・キー
- デザイン – ピーター・サヴィル

## チャート
| チャート（1989年）               | 最高順位 |
| -------------------------------- | -------- |
| イギリス（全英アルバムチャート） | 1        |

## エピソードなど
- 2曲目の「オール・ザ・ウェイ」のコード進行はザ・キュアーのヒット曲「ジャスト・ライク・ヘヴン」をそのまま盗用している。メンバー曰く、これは以前ザ・キュアーが「インビトゥイーン・デイズ」で彼らの「エヴリシング・ゴーン・グリーン」のコード進行を盗用したことに対しての報復であると語っている。[2]
- 6曲目の「ラン」はアメリカのフォークソング歌手ジョン・デンバーに、デンバー自身の曲である「悲しみのジェット・プレーン（Leaving on a Jet Plane）」にギターリフがそっくりであるという理由で裁判を起こされ、ニュー・オーダー側は敗訴。2005年リリースのコンピレーションアルバム『シングルズ』では「ラン」の作者の一人としてデンバーの名前がクレジットされている。
- このアルバムはスティーヴン・モリスとジリアン・ギルバート2人が基礎を作り上げ、その間バーナード・サムナーとピーター・フックはイビザ島で遊び惚けていたという噂も流れたが真偽は不明。[2]